# HEY-SMITH
HEY-SMITH es una banda japonesa punk formada en 2006 en Toyonaka, Prefectura de Osaka, Japón. La banda está afiliada al sello discográfico Pony Canyon.

## Historia
La banda se formó en 2006 en Toyonaka, prefectura de Osaka. Es una banda de punk rock que combina el hardcore melódico con instrumentos de viento. HEY-SMITH realiza más de 150 conciertos en vivo al año. El nombre de la banda SMITH proviene de las iniciales tomadas de los nombres reales de los miembros fundadores, a las que se agregó HEY simplemente porque sonaba bien.
En febrero de 2006, HEY-SMITH inició sus actividades en vivo con una presentación en la sala Bayside Jenny. En julio del mismo año, la banda produjo su primer CD demo, del cual se vendieron aproximadamente 1,000 copias antes de agotarse.
En julio de 2007, la banda produjo su segundo CD demo, el cual fue distribuido en aproximadamente 7,000 copias.
En mayo de 2008, HEY-SMITH organizó por primera vez un evento conjunto, en colaboración con las bandas EDDY y SKIPPERS. En septiembre, participaron en su primer festival al aire libre, realizado en Kioto. En noviembre, lanzaron su tercer CD demo.
En enero se 2009, la banda realizó su primer concierto en Kyushu con una gira por 10 localidades. En febrero, organizaron un evento propio el último día de la gira. En abril, participaron en todas las fechas finales de la gira SHANK por Tokio, Nagoya, Osaka y Hiroshima. En mayo, fueron seleccionados para participar en SET YOU FREE antes del lanzamiento de su CD. El 5 de agosto, debutaron con su primer mini álbum Proud and Loud bajo el sello CAFFEINE BOMB ORGANICS. Tras una gira nacional, realizaron el concierto final en Shinsaibashi FANJ-TWICE.
El 20 de enero de 2010 lanzaron su primer álbum, 14-Fourteen-. Realizaron una gira nacional por 51 localidades, culminando con un concierto final en el Shinsaibashi BIGCAT. El 11 de julio participaron en el festival Kyoto Daisakusen 2010 (escenario Ushiwaka). El 30 de julio actuaron en el FUJI ROCK FESTIVAL '10 en la sección Rookie A Go Go. En diciembre organizaron su primer festival propio, OSAKA HAZIKETEMAZARE FESTIVAL Vol.0.
El 4 de mayo de 2011 lanzaron su segundo álbum, Free Your Mind, que alcanzó el primer lugar en la lista Indie de Oricon. Realizaron una gira nacional por 61 localidades, finalizando en Nagoya CLUB QUATTRO, Shibuya CLUB QUATTRO y Shinsaibashi BIG CAT. En octubre participaron en el festival musical THE FEST 2011 en el estado de Florida, Estados Unidos. La participación de HEY-SMITH en el festival estadounidense THE FEST, celebrado en Florida, fue excepcional e inusual, ya que en ese momento la banda no había lanzado ningún disco en Estados Unidos.
El 8 de febrero de 2012 lanzaron su primer DVD, Our Freedom. En abril realizaron la gira “TRIPLE AXE TOUR” con SiM y coldrain. El 31 de octubre lanzaron el primer sencillo Download Me If You Can / Goodbye To Say Hello. Entre noviembre y diciembre llevaron a cabo la gira del sencillo Download Me If You Can, con invitados SiM, NUBO, HAKAIHAYABUSA, dustbox, SHANK, HOTSQUALL y FACT. Durante la gira de promoción del sencillo, la banda realizó presentaciones en las 47 prefecturas de Japón, completando una gira nacional. La última prefectura en la que se presentó fue Saga.
En febrero de 2013 la banda realizó la gira Mafuyu no Tōhoku "Sankaku Kankei" Tour junto a SiM y COUNTRY YARD. El 14 de febrero organizaron HEY-SMITH Presents "LIVE IN HOPE", con LABRET y SMASH UP como invitados. De abril a junio participaron en el proyecto conjunto TRIPLE AXE 2013 junto a SiM y coldrain. El 1 de mayo lanzaron su tercer álbum Now Album, que alcanzó el puesto 10 en la tabla general de Oricon. Para promocionarlo, realizaron la gira "Now Album" JAPAN TOUR por las 47 prefecturas de Japón, con invitados como EGG BRAIN, ROTTENGRAFFTY, OVER ARM THROW, dustbox, TOTALFAT, MEANING, GOOD4NOTHING, My Hair is Bad, coldrain, SHANK, Crossfaith, KEMURI, 10-FEET, entre otros. El 18 de mayo realizaron un concierto gratuito como beneficio para quienes compraron el CD Now Album. En julio lanzaron la edición estadounidense del primer álbum 14 -Fourteen-, que combina el primer miniálbum y el primer álbum de estudio en formato 2 en 1, incluyendo la canción inédita Everlasting.
El 5 de marzo de 2014 lanzaron su segundo DVD titulado Your Freedom. En junio participaron en el evento de tres bandas TRIPLE AXE 14 junto a coldrain y SiM. Posteriormente, los días 13 y 14 de septiembre llevaron a cabo el OSAKA HAZIKETEMAZARE FESTIVAL 2014 en Izumiotsu Phoenix. Este concierto marcó la salida del bajista y vocalista Mukky, así como del trompetista Iori.
El 1 de enero de 2015 lanzaron su tercer DVD titulado Live at HAZIKETEMAZARE FESTIVAL, el cual alcanzó el segundo lugar en el ranking general de Oricon. En abril se unió al grupo Yuji como bajista y vocalista. Posteriormente, los días 6 y 19 de diciembre celebraron el HAZIKETEMAZARE FESTIVAL 2015 en Tokio y Osaka, respectivamente. Durante el concierto en Osaka se anunció la incorporación oficial de Ken Iikawa (trompeta) y Kanasu (trombón) como nuevos miembros.
El 18 de mayo de 2016 lanzaron su cuarto álbum de estudio STOP THE WAR, el primero en tres años, alcanzando el octavo lugar en el ranking general de Oricon. Para promocionarlo, realizaron la gira STOP THE WAR TOUR entre el 1 de junio y el 3 de diciembre, con un total de 62 conciertos en las 47 prefecturas de Japón. El tour culminó con el primer concierto en solitario de la banda en su historia, celebrado en el Osaka Fumin Kyōsai Super Arena. El cuarto álbum de estudio, STOP THE WAR, incluye una versión de la canción RADIO de la banda punk de Osaka KNUCKLES, a quienes Shūhei Igari admira desde la secundaria y considera una de las raíces de su formación musical dentro del punk.
Los comediantes japoneses Coolpoko y Sunshine Ikezaki son fans de la banda, y mantienen una estrecha relación con los miembros. HEY-SMITH ha acompañado a bandas como Less Than Jake, No Use for a Name y The Offspring en sus giras por Japón.
En el festival DEAD POP FESTiVAL de 2017, organizado por la banda SiM, los miembros Kanasu, Ken Iikawa y Mitsuru participaron como trompetistas durante la presentación en vivo de SiM. Este hecho refleja la alta estima y confianza que los nuevos integrantes de HEY-SMITH gozan por parte de otras bandas. Del 18 de enero al 4 de febrero de 2017, realizaron junto a coldrain y SiM la gira nacional TRIPLE AXE TOUR'17, con un total de 10 presentaciones. El 5 de julio lanzaron su segundo sencillo Let It Punk, el primero en 4 años y 9 meses. Para promocionarlo, llevaron a cabo la gira Let It Punk TOUR, con 7 conciertos entre el 12 de julio y el 3 de septiembre.
El 7 de abril de 2018 se presentaron en Taiwán y el 12 de abril en Shinkiba STUDIO COAST como parte del TRIPLE AXE TOUR 2018. El 8 de junio publicaron sin previo aviso en YouTube el videoclip de su nueva canción Not A TV Show, lanzando también sin anuncio previo un sencillo exclusivo para venta en conciertos con el mismo título. El 16 de junio participaron en el SATANIC CARNIVAL 2018, actuando como cierre del escenario principal (SATAN STAGE) durante el primer día. El 4 de julio y el 7 de septiembre llevaron a cabo la gira Shinkyoku Ohirome Tour 2: Hajimete Iku Live House Hen. El 7 de noviembre lanzaron su sexto álbum de estudio, Life In The Sun, el cual alcanzó el puesto número 7 en el ranking de Oricon. En noviembre realizaron su primera presentación en la televisión japonesa a través del programa Love music de Fuji TV, interpretando Not A TV Show.
En agosto de 2019, realizaron el evento conjunto SKAramble JAPAN junto a Tokyo Ska Paradise Orchestra. En septiembre, ofrecieron por primera vez un concierto en formato acústico. En noviembre, participaron en la gira 16 MONKEYS TOUR junto a GOOD4NOTHING, SIX LOUNGE y Haruka Mirai, presentándose en cinco localidades del país.
El 1 de enero de 2020, lanzaron su quinto DVD/Blu-ray, Pure Freedom, el cual alcanzó el puesto número 3 en el ranking de música en DVD/BD de Oricon. En febrero, llevaron a cabo el OSAKA HAZIKETEMAZARE TOUR en formato circuito, con presentaciones en Sendai, Tokio y Osaka. En marzo, lanzaron a nivel mundial el álbum Life In The Sun World Edition a través del reconocido sello estadounidense de Punk/Ska Asian Man Records.
El 8 de junio de 2021, todas las obras lanzadas por el sello discográfico CAFFEINE BOMB ORGANICS quedaron disponibles en plataformas de streaming bajo suscripción.
El 21 de enero de 2023, se presentaron en el concierto inaugural del recientemente abierto Gorilla Hall Osaka, ubicado en el distrito Suminoe de la ciudad de Osaka, ya que el nombre del recinto fue elegido por el vocalista Igari. El 7 de septiembre, se anunció que la canción «Say My Name», lanzado el 11 de octubre del mismo año, sería el tema de cierre del anime Tokyo Revengers en la temporada Tenjiku-hen, marcando su debut en el sello discográfico Pony Canyon. Esta canción representa su primera colaboración con una producción de anime. El 1 de noviembre, lanzaron su álbum de estudio Rest in Punk.

## Miembros
| Nombre       | Instrumentos  | Nombre real                | Nacimiento              |
| ------------ | ------------- | -------------------------- | ----------------------- |
| Shūhei Igari | Voz, guitarra | 猪狩 秀平 (Igari Shūhei)   | 31 de enero de 1985     |
| Task-n       | Batería       | 池川 祐 (Ikegawa Yū)       | 19 de julio de 1987     |
| Mitsuru Sado | Saxofón tenor | 佐渡 満 (Sado Mitsuru)     | 22 de febrero de 1985   |
| Yuji         | Bajo, voz     | 伏下 勇志 (Fukushita Yūji) | 23 de junio de 1986     |
| Ken Iikawa   | Trompeta      | 飯川 賢 (Iikawa Ken)       | 14 de mayo de 1979      |
| Kanasu       | Trombón       | かなす (Kanasu)            | 18 de noviembre de 1985 |

## Discografía

### Álbumes de estudio
| Año  | Título          | Detalles (sello, formato, fecha)                | Posición en Oricon |
| ---- | --------------- | ----------------------------------------------- | ------------------ |
| 2009 | Proud and Loud  | CAFFEINE BOMB ORGANICS; CD/digital; 5 ago 2009  | 172                |
| 2010 | 14 –Fourteen–   | CAFFEINE BOMB ORGANICS; CD/digital; 20 ene 2010 | 107                |
| 2011 | Free Your Mind  | CAFFEINE BOMB ORGANICS; CD/digital; 4 may 2011  | 36                 |
| 2013 | Now Album       | CAFFEINE BOMB ORGANICS; CD/digital; 1 may 2013  | 10                 |
| 2016 | STOP THE WAR    | CAFFEINE BOMB ORGANICS; CD/digital; 18 may 2016 | 8                  |
| 2018 | Life In The Sun | CAFFEINE BOMB ORGANICS; CD/digital; 7 nov 2018  | 7                  |
| 2023 | Rest In Punk    | Pony Canyon; CD/digital; 1 nov 2023             | 10                 |

### Vídeos musicales
| Año  | Canción                   | Sello/Discográfica    | Álbum                                 |
| ---- | ------------------------- | --------------------- | ------------------------------------- |
| 2009 | «Longest Day»             | Caffeine Bomb Records | mini-álbum Proud and Loud             |
| 2009 | «I'M IN DREAM»            | Caffeine Bomb Records | 14 -Fourteen-                         |
| 2010 | «DRUG FREE JAPAN»         | Caffeine Bomb Records | ONE MAN SHOW - TOKYO GARDEN THEATER - |
| 2011 | «Endless Sorrow»          | Caffeine Bomb Records | Free Your Mind                        |
| 2011 | «No Worry»                | Caffeine Bomb Records | Free Your Mind                        |
| 2011 | «Over»                    | Caffeine Bomb Records | Free Your Mind                        |
| 2012 | «Download Me If You Can»  | Caffeine Bomb Records | Now Album                             |
| 2012 | «Goodbye To Say Hello»    | Caffeine Bomb Records | Now Album                             |
| 2013 | «True Yourself»           | Caffeine Bomb Records | Now Album                             |
| 2013 | «Journey»                 | Caffeine Bomb Records | Now Album                             |
| 2013 | «Living In My Skin»       | Caffeine Bomb Records | Now Album                             |
| 2013 | «Dancing Is Illegal»      | Caffeine Bomb Records | Now Album                             |
| 2016 | «Stop The War»            | Caffeine Bomb Records | STOP THE WAR                          |
| 2016 | «Dandadan»                | Caffeine Bomb Records | STOP THE WAR                          |
| 2016 | «Before We Leave»         | Caffeine Bomb Records | STOP THE WAR                          |
| 2016 | «2nd Youth»               | Caffeine Bomb Records | STOP THE WAR                          |
| 2016 | «Truth Inside -未完成版-» | Caffeine Bomb Records | STOP THE WAR                          |
| 2017 | «Let It Punk»             | Caffeine Bomb Records | Let It Punk                           |
| 2018 | «Not A TV Show»           | Caffeine Bomb Records | Life In The Sun                       |
| 2018 | «No Mates»                | Caffeine Bomb Records | Life In The Sun                       |
| 2018 | «California»              | Caffeine Bomb Records | Life In The Sun                       |
| 2019 | «Fog And Clouds»          | Caffeine Bomb Records | Life In The Sun                       |
| 2021 | «Be The One»              | Caffeine Bomb Records | Be The One                            |
| 2021 | «Fellowship Anthem»       | Caffeine Bomb Records | Back To Basics                        |
| 2022 | «Inside Of Me»            | Caffeine Bomb Records | Inside Of Me                          |
| 2023 | «Inside Of Me W.E.E.D»    | Caffeine Bomb Records | Inside Of Me                          |
| 2023 | «SAY MY NAME»             | Pony Canyon           | Rest In Punk                          |
| 2023 | «Rest In Punk»            | Pony Canyon           | Rest In Punk                          |
| 2023 | «Still Ska Punk»          | Pony Canyon           | Rest In Punk                          |
| 2023 | «Be My Reason»            | Pony Canyon           | Rest In Punk                          |
| 2024 | «You Are The Best»        | Pony Canyon           | Rest In Punk                          |
| 2024 | «Feel My Pain»            | Pony Canyon           | Feel My Pain                          |